# Весёлый (Южное сельское поселение)
Веселый — хутор в Крымском районе Краснодарского края.
Входит в состав Южного сельского поселения.

## География

### Улицы
- пер. Комарова,
- пер. Крупской,
- ул. Заречная,
- ул. Комарова,
- ул. Крупской.

## Население
| 2002 | 2010 |
| ---- | ---- |
| 195  | ↗251 |